# Prieto-Syndrom
Das Prieto-Syndrom ist eine sehr seltene angeborene X-chromosomale mentale Retardierung mit den zusätzlichen Merkmalen Gesichtsdysmorphien, Patellaluxation und abnormale Zahnentwicklung.
Synonyme sind: 
- Prieto-Badia-Mulas-Syndrom
- englisch Prieto X-Linked Mental Retardation Syndrome (kurz PRS)
- Mental Retardation, X-Linked, Syndromic 2 (kurz MRXS2)
- Mental retardation, X-Linked, with dsymorphism and cerebral atrophy

Die Bezeichnung bezieht sich auf den bzw. die Erstautoren der Erstbeschreibung aus dem Jahre 1987 durch die spanischen Ärzte F. Prieto, L. Badía, F. Mulas und Mitarbeiter und wurde von der deutschen Humangenetikerin Anke Watty und Mitarbeiter im Jahre 1991 vorgeschlagen.

## Verbreitung
Die Häufigkeit wird mit unter 1 zu 1.000.000 angegeben, bislang wurde eine in mehreren Generationen betroffene Familie beschrieben. Die Vererbung erfolgt X-chromosomal-rezessiv.

## Ursache
Der Erkrankung liegen Mutationen auf dem X-Chromosom Genort p11-q21 zugrunde.

## Klinische Erscheinungen
Klinische Kriterien sind:
- geistige Retardierung
- Gesichtsdysmorphien
- Patellaluxation
- abnormes Zahnwachstum